# Comté de Meriwether
Le comté de Meriwether est un comté de Géorgie, aux États-Unis. Il a été créé le 14 décembre 1827 et nommé d'après David Meriwether (en), membre du Congrès. En 2010, sa population s'élevait à 21 992 habitants. Le siège du comté est Greenville.

## Villes importantes
- Gay
- Greenville
- Lone Oak
- Luthersville
- Manchester
- Warm Springs
- Woodbury

## Démographie
| 1830  | 1840   | 1850   | 1860   | 1870   | 1880   |
| ----- | ------ | ------ | ------ | ------ | ------ |
| 4 422 | 14 132 | 16 476 | 15 330 | 13 756 | 17 651 |

| 1890   | 1900   | 1910   | 1920   | 1930   | 1940   |
| ------ | ------ | ------ | ------ | ------ | ------ |
| 20 740 | 23 339 | 25 180 | 26 167 | 22 437 | 22 055 |

| 1950   | 1960   | 1970   | 1980   | 1990   | 2000   |
| ------ | ------ | ------ | ------ | ------ | ------ |
| 21 055 | 19 756 | 19 461 | 21 229 | 22 411 | 22 534 |

| 2010   | - | - | - | - | - |
| ------ | - | - | - | - | - |
| 21 992 | - | - | - | - | - |